# Tour de la Rivière des Perles
Pour les articles homonymes, voir Delta de la Rivière des Perles et Rivière des Perles.
La Tour de la Rivière des Perles  (珠江大厦, pinyin : zhūjiāng dàshà) est un gratte-ciel de Canton, à faible consommation d'énergie terminé en mars 2011. Elle mesure 309,60 mètres pour 69 étages. Elle abrite China National Tobacco Corporation, la société nationale de tabac chinoise.
Elle tire son nom du cours d'eau qui traverse la ville.

## Développement durable
Les principales innovations de cette tour résident dans son orientation développement durable. Des panneaux photovoltaïques transparents (les UV utilisés ne sont pas dans le domaine du visible) sur les vitres et des éoliennes à axes verticaux à deux étages intermédiaires devaient initialement permettre à cette tour, du moins théoriquement, de produire plus d'énergie qu'elle ne devrait en consommer et en faire un bâtiment à énergie positive, ce qui aurait été unique pour un bâtiment de cette taille.
Malheureusement, pour cela, les architectes comptaient sur un ensemble de 3 technologies : le solaire, l'éolien et les turbines à gaz. Si les deux premières ont effectivement été mises en œuvre, le projet final a dû abandonner l'ensemble de 50 micro-turbines à gaz prévu originellement. Ces turbines devaient fournir 3 MW au gratte-ciel pendant la journée, et revendre l'excédent produit pendant la nuit à la compagnie d'électricité locale. À la grande déception des architectes et du maître d'ouvrage, la ville de Canton n'autorise pas la revente d'énergie provenant de bâtiments individuels. La revente d'énergie n'étant plus possible, la construction des 50 micro-turbines a été abandonnée car n'étant plus économiquement rentable.
Malgré cela, la Tour de la Rivière des Perles consomme 60 % d'énergie en moins qu'un bâtiment similaire en taille et en hauteur, mais ne peut plus prétendre au terme "énergie positive".
Les parois du bâtiment sont légèrement courbes afin de permettre aux panneaux solaires de mieux capter le soleil et les éoliennes profitent des différences de température entre les vitres chauffées par le soleil et celles, plus fraîches, à l'ombre pour augmenter la dépression et ainsi augmenter leur rendement. De plus, la forme légèrement courbe des vitres permet aux vents d'approcher sans trop de turbulences les tunnels contenant les éoliennes à axe vertical, de type Savonius hélicoïdales. Ces vents sont également accélérés par effet Venturi à l'entrée de ces tunnels. Les vents dominants vers lesquels elles sont orientées sud-sud-est, sont ainsi accélérés de 50 %. Ces vents sont également partiellement réutilisés pour l'aération et la climatisation.
Canton étant situé dans une région tropicale, très chaude et humide en été et automne, un système de refroidissement à l'eau froide passant dans des tuyaux situés dans les plafonds est utilisé pour la climatisation de la tour.
La tour comporte également un système de récupération de l'eau de pluie.